# Арка Кабанес
Арка Кабанеса — римская триумфальная арка, построенная во II веке нашей эры. Она расположена примерно в двух километрах от Кабанеса (провинция Кастельон, Валенсия), на древней дороге Августа.

## История
Строительство арки относится ко II веку, дата установлена на основании обнаруженных в основании памятника керамики и монет этого периода.
Вероятно, арка была установлена в качестве частного погребального памятника, возможно, связана с сельской виллой в этом районе.
Арка упоминается в документах 1243 года (Carta Puebla), а в 1873 году провинциальная комиссия по памятникам перенаправила движение по дороге,  проходившее под аркой, в обход, в целях предотвращения дальнейшего разрушения памятника. В 1931 году арка была внесена в список национальных художественных сокровищ Испании. В 2004 году коммуна Кабанес утвердила «Специальный план защиты римской дороги и арки в Кабанесе».

## Описание
Памятник разрушен, у него отсутствует большая часть конструкции над аркой. Остались только два пилона и сама арка, а антаблемент и перемычки исчезли, как и декоративные элементы, такие как карнизы фасада и пилоны. Высота арки составляет около 5,8 метра, а ширина — 6,92 метра.
Арка была построена из известняка, на основании из гранитных блоков, без раствора. Сохранились две четырехугольные в плане колонны, включая лепнину вверху и внизу, а также арка поверху, из четырнадцати клиновидных сегментов, расположенных радиально. 